# 하이 눈
《하이 눈》(영어: High Noon)은 1952년 미국에서 제작된 프레드 진네만 감독의 서부 영화이다. 게리 쿠퍼 등이 주연으로 출연하였고 스탠리 크레이머 등이 제작에 참여하였다.

## 줄거리
뉴멕시코 준주의 작은 마을 해들리빌에서 보안관 윌 케인은 에이미 파울러와 새로 결혼하여 은퇴를 준비한다. 행복한 부부는 곧 다른 마을로 떠나 가정을 꾸리고 상점을 운영할 예정이다. 그러나 케인이 감옥에 보냈던 사악한 무법자 프랭크 밀러가 석방되어 새로운 보안관보다 하루 일찍 정오 기차로 도착할 것이라는 소식이 전해진다. 밀러의 일당인 그의 남동생 벤, 잭 콜비, 짐 피어스는 역에서 기다린다.

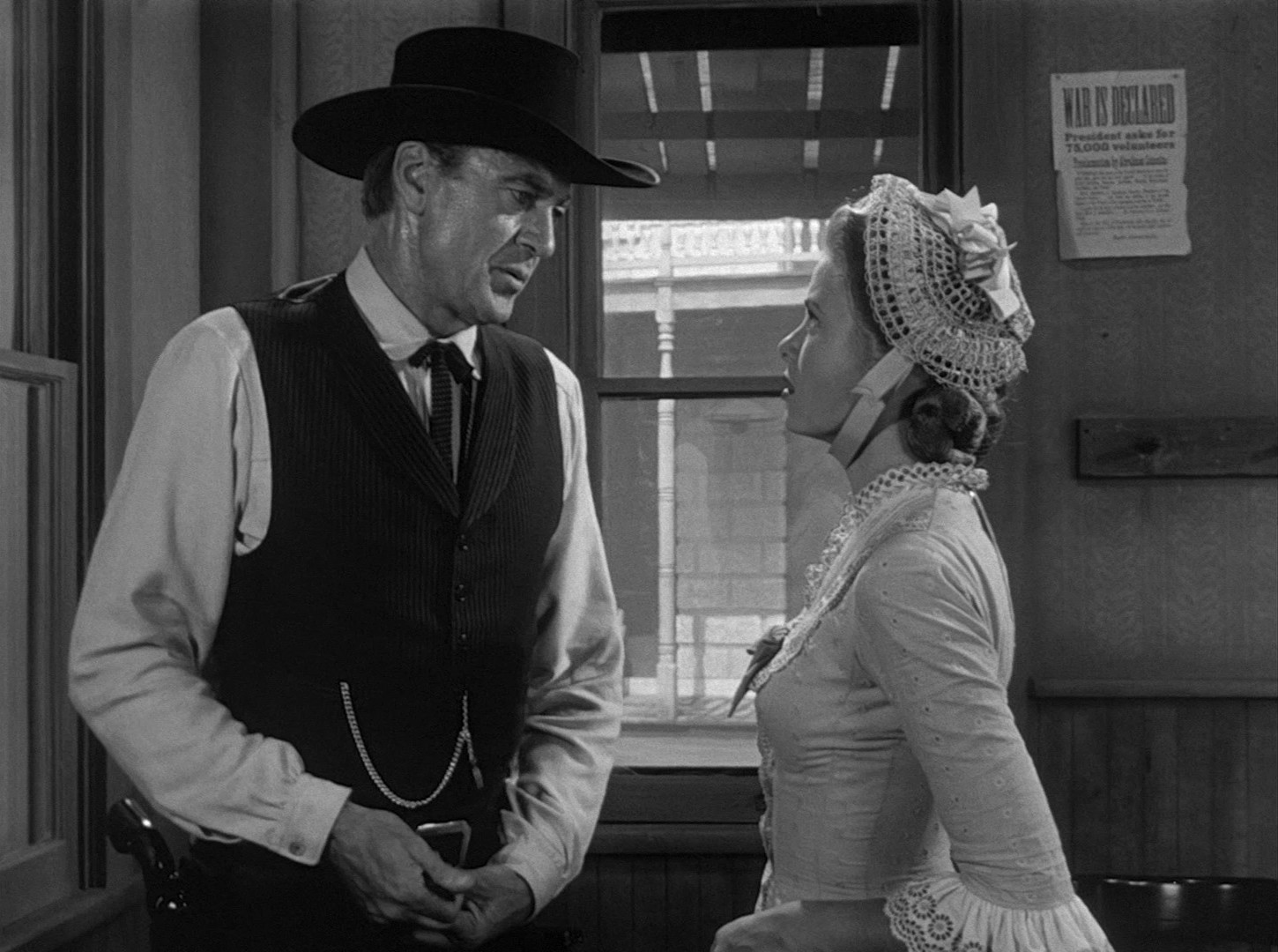
보안관 사무실에서 윌 케인과 에이미가 논쟁하고 있다.

독실한 퀘이커교도이자 평화주의자인 에이미에게 해결책은 간단하다. 밀러가 도착하기 전에 마을을 떠나는 것이다. 그러나 케인은 의무감과 명예심 때문에 남는다. 게다가 그는 밀러와 그의 일당이 어차피 그를 사냥할 것이라고 말한다. 에이미는 케인에게 최후통첩을 보낸다. 그녀는 그와 함께든 없이든 정오 기차로 떠날 것이다.
케인은 오랜 친구들과 동맹들을 찾아가지만, 아무도 도와줄 수 없거나 도와주지 않는다. 밀러를 선고했던 퍼시 메트릭 판사는 도망치며 케인에게도 같은 행동을 촉구한다. 케인의 젊은 부보안관 하비 펠은 케인이 자신을 후임으로 추천하지 않은 것에 앙심을 품고 있다. 그는 케인이 시의원들에게 자신을 "말을 해준다면" 케인과 함께 서겠다고 말한다. 케인이 거절하자 펠은 뱃지와 권총을 돌려준다. 케인이 라미레즈 살롱과 교회에서 자경단을 모으려는 노력은 두려움과 적대감에 부딪힌다. 일부 마을 사람들은 총격전이 마을의 명성을 손상시킬까 걱정하여 케인에게 대결을 피하라고 촉구한다. 일부는 밀러의 친구들이지만, 다른 이들은 케인이 애초에 마을을 정화한 것에 대해 분개한다. 다른 이들은 케인의 싸움이 마을의 책임이 아니라고 생각한다. 샘 풀러는 집안에 숨어 아내 밀드레드에게 케인에게 집에 없다고 말하라고 강요한다. 지미는 도와주겠다고 하지만, 그는 한쪽 눈이 멀었고 땀을 흘리며 불안정하다. 교구민들에게 도움을 구하러 온 케인 때문에 예배가 중단된 지역 교회의 목사도 도움이 되지 않는다. 시장이 케인에게 마을을 떠나라고 권유한 후, 기꺼이 자원한 일부 사람들도 마찬가지다. 케인의 전임자인 마틴 하우는 너무 늙고 관절염에 시달린다. 허브 베이커는 부보안관이 되겠다고 동의하지만, 자신이 유일한 자원봉사자라는 것을 깨닫자 물러선다. 마지막으로 도움을 제안하는 것은 14세 조니이다. 케인은 그의 용기에 감탄하지만 그의 도움을 거절한다.
기차를 기다리던 호텔에서 에이미는 한때 밀러의 연인이었고, 그 다음엔 케인의, 그 다음엔 펠의 연인이었던 헬렌 라미레즈와 마주한다. 에이미는 케인이 마을을 떠나지 않으려는 이유가 헬렌을 보호하기 위해서라고 생각하지만, 헬렌은 케인에게 더 이상 미련이 없으며 자신도 떠날 것이라고 밝힌다. 헬렌이 에이미에게 왜 케인과 함께 머물지 않느냐고 묻자, 에이미는 자신의 오빠와 아버지가 범죄자들에게 총살당했으며, 이 비극이 자신을 퀘이커교로 개종시켰다고 설명한다. 헬렌은 그럼에도 불구하고 에이미가 남편이 필요한 시간에 남편 곁을 지키지 않는다고 꾸짖으며, 만약 자신이 에이미의 입장이었다면 총을 들고 케인과 함께 싸웠을 것이라고 말한다.
펠은 말에 안장을 얹고 케인에게 말을 타라고 설득한다. 그들은 결국 주먹다짐을 벌인다. 펠을 기절시킨 후, 케인은 사무실로 돌아와 유언장을 작성한다. 시계가 정오를 향해 움직이자, 케인은 밀러와 그의 일당을 마주하기 위해 거리로 나선다. 에이미와 헬렌은 마차를 타고 기차를 향해 간다. 기차가 도착하고, 두 여인이 탑승하자 밀러가 내린다.
케인은 황량한 대로를 홀로 걷는다. 그는 첫 발포에서 프랭크 밀러의 동생 벤을 죽이는 데 성공한다. 기차가 출발하기 직전, 에이미는 총소리를 듣고 마을로 돌아온다. 케인은 마구간으로 피신하고, 콜비는 그를 쫓아 들어왔다가 죽임을 당한다. 밀러는 그를 밖으로 몰아내기 위해 마구간에 불을 지른다. 케인은 말을 풀어주고 말 한 마리를 타고 탈출하려 하지만, 총에 맞아 코너에 몰린다. 종교적 신념에도 불구하고 에이미는 펠의 권총을 집어 들고 피어스를 뒤에서 쏘아 죽이고, 이제 프랭크 밀러만 남는다. 밀러는 에이미를 인간 방패로 삼아 케인을 밖으로 나오게 하려 한다. 에이미가 밀러의 얼굴을 할퀴자 그는 그녀를 땅에 밀치고 케인은 그를 총으로 쏴 죽인다.
두 사람은 포옹한다. 마을 사람들이 나오자 케인은 조니에게 미소 짓지만, 나머지 군중에게는 화난 표정을 짓는다. 그는 보안관의 별을 길에 떨어뜨리고 에이미와 함께 떠난다.

## 출연
- 게리 쿠퍼 - 윌 케인 보안관
- 토마스 밋첼 - 조나스 헨더슨
- 로이드 브리지스 - 하비 펠 부보안관
- 케이티 후라도 - 헬렌 라미레즈
- 그레이스 켈리 - 에이미 포울러 케인
- 오토 크러거 - 메트릭 판사
- 론 채니 주니어 - 마틴
- 해리 모건 - 폴러
- 이안 맥도널드 - 프랭크 밀러
- 이브 맥비프 - 폴러 부인
- 모건 팔리 - 목사
- 로버트 J. 윌크 - 프라이스
- 쉐브 울리 - 벤

## 한국판 성우진

### MBC (1987년 6월 20일)
- 유강진 - 윌 케인 보안관(게리 쿠퍼)
- 박소현 - 에이미 포울러 케인(그레이스 켈리)

### KBS (1997년 11월 30일)
- 유강진 - 윌 케인 보안관(게리 쿠퍼)
- 권희덕 - 에이미 포울러 케인(그레이스 켈리)
- 김환진 - 하비 펠 부보안관(로이드 브리지스)
- 강희선 - 헬렌 라미레즈(커티 주라도)
- 김익태 - 프랭크 밀러(이안 맥도날드) / 술집 주인(레리 J. 브레이크)
- 김계원 - 마틴(론 채니 주니어)
- 유민석 - 위버(클리프 클락)
- 김규식 - 메트릭 판사(오토 크러거)
- 조동희 - 조나스 헨더슨(토마스 미첼) / 찰리(잭 얼람) / 지미(윌리엄 R. 뉴웰)
- 성병숙 - 폴러 부인(이브 맥비프)
- 김창주 - 벤(쉐브 울리)
- 유제상 - 쟈니(랄프 리드) / 목사(모건 팔리) / 열차 직원(테드 스탠호프)
- 이호인 - 프라이스(로버트 J. 윌크) / 바커(제임스 밀리컨)
- 윤병화 - 폴러(해리 모건) / 이발소 주인(윌리엄 필립스) / 호텔 주인(하우랜드 챔벌레인)
- 박규웅 - 쟈니(랄프 리드) / 교회 남성(존 듀스티)

## 기타
- 협력프로듀서: 칼 포먼
- 미술: 루돌프 스터나드
- 미술: 벤 헤인

## 같이 보기
- 페이시스트라토스